# 안드로이드 프로요
안드로이드 프로요(Android Froyo)는 안드로이드의 6번째 버전이며 구글이 개발한 안드로이드 모바일 운영 체제의 코드명이며 버전 2.2와 2.2.3 사이를 오간다. 해당 버전들은 더 이상 지원되지 않는다. 2010년 5월 20일 구글 I/O 2010 콘퍼런스에서 공개되었다.
프로요 릴리스의 가장 중대한 변화들 가운데 하나는 USB 테더링과 와이파이 핫스팟 기능이다. 다른 변화로는 안드로이드 클라우드 투 디바이스 메시징(C2DM) 서비스 지원, 푸시 알림 기능, JIT 컴파일을 통해 구현되는 추가적인 앱 속도 개선이 포함된다.

## 같이 보기
- 안드로이드 버전 역사